# ハリソン湖
ハリソン湖はカナダのブリティッシュコロンビア州にある湖。
東のリルエット山脈と西のダグラス山脈の間にあり、南端にはハリソンホットスプリングスが、北端にはポートダグラスある。主な流入河川は北から注ぐリルエット川。南からフレーザー川支流のハリソン川が流れ出す。湖内には最大の島ロング島やエコー島がある。